# Niedernissa
Niedernissa ist ein Ortsteil der Thüringer Landeshauptstadt Erfurt.

## Geografie
Niedernissa liegt südöstlich der Erfurter Kernstadt am Linderbach/Pfingstbach am Übergang des Thüringer Beckens im Norden zum Steigerwald im Süden. In der Ortsflur dominiert landwirtschaftliche Nutzfläche. Im Osten liegt das Wechselholz und im Süden das Klosterholz und der Willroder Forst als Waldgebiete. Östlich des Dorfes verläuft der Peterbach, auf dessen anderer Seite das zur Gemeinde Mönchenholzhausen im Landkreis Weimarer Land gehörende Obernissa liegt. Weitere Nachbardörfer sind Urbich und Büßleben im Norden, Rohda im Südosten und Windischholzhausen im Westen. Die Entfernung zur Erfurter Altstadt beträgt etwa sieben Kilometer.
Niedernissa ist ursprünglich ein Straßendorf. Nach 1990 entstand im Osten des alten Dorfs eine große Einfamilienhaussiedlung, die für erheblichen Bevölkerungszuwachs sorgte.

## Geschichte

Karte von Niedernissa (1843)

Niedernissa wurde erst 1268 erstmals als Nuyseze urkundlich erwähnt. Damals war es Teil der Grafschaft Vieselbach, die Teil des Besitzes der Grafen von Gleichen war. 1339 und 1343 gelangte Niedernissa gemeinsam mit dem nahe gelegenen Urbich in den Besitz der Stadt Erfurt, in dem es über die folgenden Jahrhunderte verblieb.
Im Dreißigjährigen Krieg zerstörten kaiserliche Truppen das Dorf 1627 fast vollständig. 1802 kam Niedernissa mit dem kurmainzischen Erfurter Gebiet zu Preußen und zwischen 1807 und 1813 zum französischen Fürstentum Erfurt. 1815 kam das Dorf gemeinsam mit der Stadt Erfurt wieder in den Besitz Preußens (Landkreis Erfurt), bei dem es bis 1945 verblieb. Danach wurde der Ort Teil Thüringens, bevor das Land 1952 aufgelöst und der Bezirk Erfurt gebildet wurde.
Am 1. Juli 1950 verlor Niedernissa zum ersten Mal seine Selbstständigkeit und wurde in die damalige Gemeinde Windischholzhausen eingegliedert. Am 1. Juli 1989 wurde der Ort wieder ausgegliedert und gewann für kurze Zeit seine Selbstständigkeit zurück. Auch der Windischholzhausener Ortsteil Rohda wurde in die neu entstandene Gemeinde eingegliedert. Nach der Wiederherstellung Thüringens 1990 wurde Niedernissa (zusammen mit Rohda) im Rahmen der Kommunalreform am 1. Juli 1994 in die Stadt Erfurt eingemeindet.

### Einwohnerentwicklung
| Jahr      | 1843 | 1910 | 1939 | 1995 | 2000 | 2005 | 2010 | 2015 | 2020 |
| --------- | ---- | ---- | ---- | ---- | ---- | ---- | ---- | ---- | ---- |
| Einwohner | 166  | 224  | 280  | 643  | 1477 | 1599 | 1560 | 1637 | 1722 |

## Wirtschaft und Verkehr
Westlich des Ortes liegt ein zum Stadtteil Herrenberg gehörendes Gewerbegebiet, in dem sich verschiedene kleine Unternehmen angesiedelt haben. Auch eines der Depots der Straßenbahn Erfurt liegt unmittelbar westlich von Niedernissa.
Niedernissa liegt an der Straße von Erfurt nach Kranichfeld drei Kilometer von der Anschlussstelle Erfurt-Ost der Bundesautobahn A 4 entfernt. Weitere Straßen führen nach Urbich und Rohda. An den öffentlichen Personennahverkehr der Stadt ist Niedernissa über die Stadtbahnlinie 3, die am Urbicher Kreuz etwa 500 Meter westlich des Dorfes endet, und von zwei Buslinien Linie 51 und Linie 60 angebunden sind.

## Sehenswertes

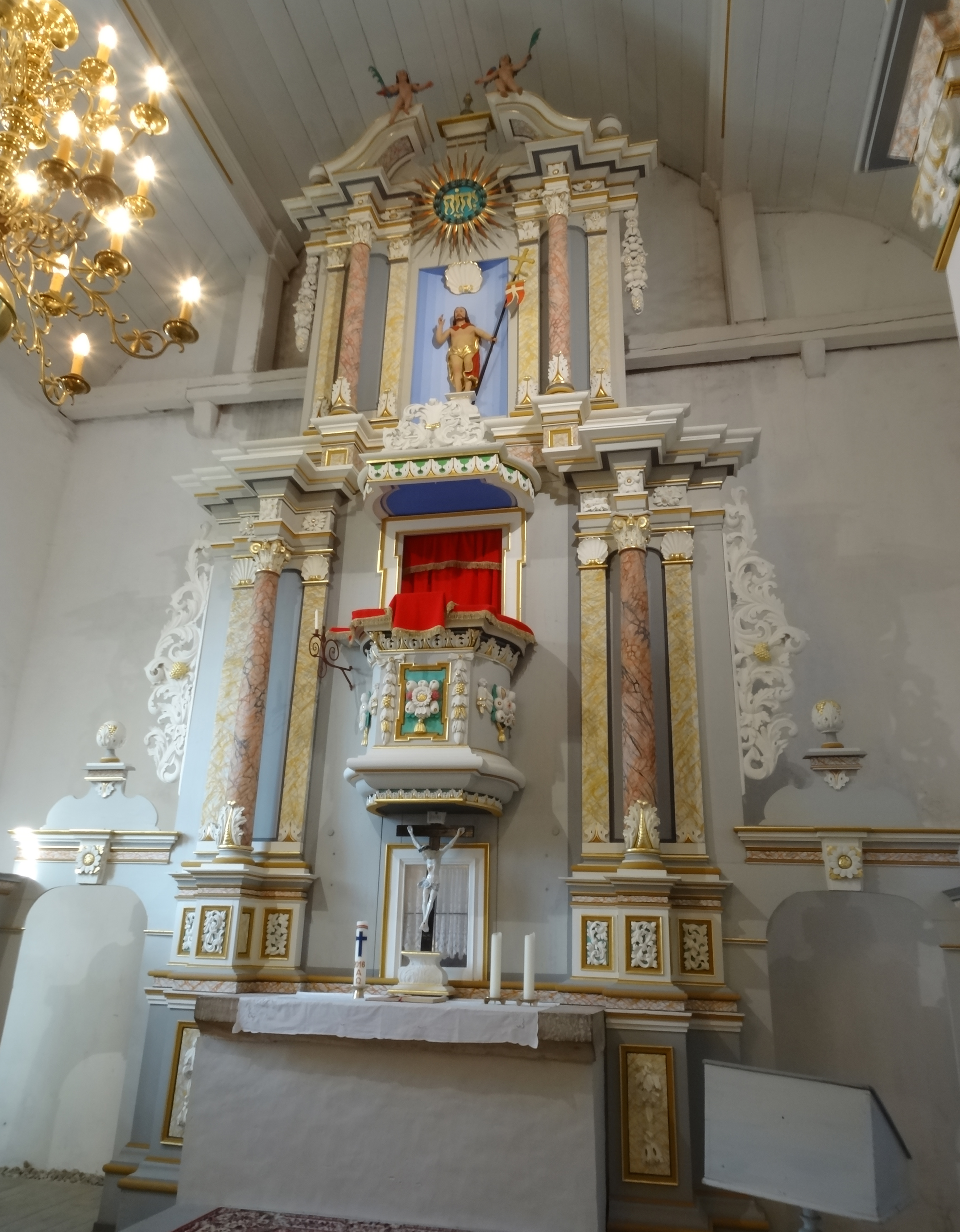
Der Kanzelaltar aus Holz

- Die Kirche Niedernissa ist eine mehrfach umgebaute, im Kern romanische Chorturmkirche, die besonders für ihre historische Orgel von Johann Georg Schröter aus dem Jahr 1731 bekannt ist.
- Im Westen der Rudolstädter Straße verläuft hierzu parallel die Straße Am Pfingstbach mit schönen Hofeinfahrten aus dem 18. Jahrhundert. Hier ist der alte Teil des Ortes mit der Kirche.